# College (Britse universiteit)
Een college is een zelfstandig onderdeel van sommige Britse universiteiten, zoals de Universiteit van Oxford, Universiteit van Cambridge  en de Universiteit van Durham. De colleges van de Universiteit van Londen zijn tegenwoordig grotendeels zelfstandige universiteiten.

## Ontstaan
De colleges zijn dikwijls ontstaan uit middeleeuwse scholen die vaak aan een klooster verbonden  waren. Wanneer in sommige steden reeds colleges aanwezig waren, trok dit weer anderen aan. Deze colleges sloten zich in latere tijd aaneen tot universiteiten. Colleges werden vaak gesticht door een weldoener of vorst.

## Aard en samenstelling
In colleges wonen dikwijls studenten in verschillende vakken samen met docenten van eveneens verschillende richting. Ze zijn dus een grote factor in het vormen van netwerken. Elk heeft een gelijkaardige collegestructuur waarbij de universiteit optreedt als coöperator van de samenstellende colleges die verantwoordelijk zijn voor de tutorials (lesgeefmethode voor niet-gegradueerden) en pastorale zorg. In de 19e eeuw ontstonden er ook women's colleges (zoals Girton College en Newnham College in Cambridge en Somerville College en Lady Margaret Hall in Oxford), die een belangrijke rol speelden in de toelating van vrouwen tot universitaire studies, die eerst uitsluitend aan mannen voorbehouden waren. Tegenwoordig heeft alleen Cambridge nog drie colleges uitsluitend voor vrouwelijke studenten, waaronder Newnham.

## Galerij

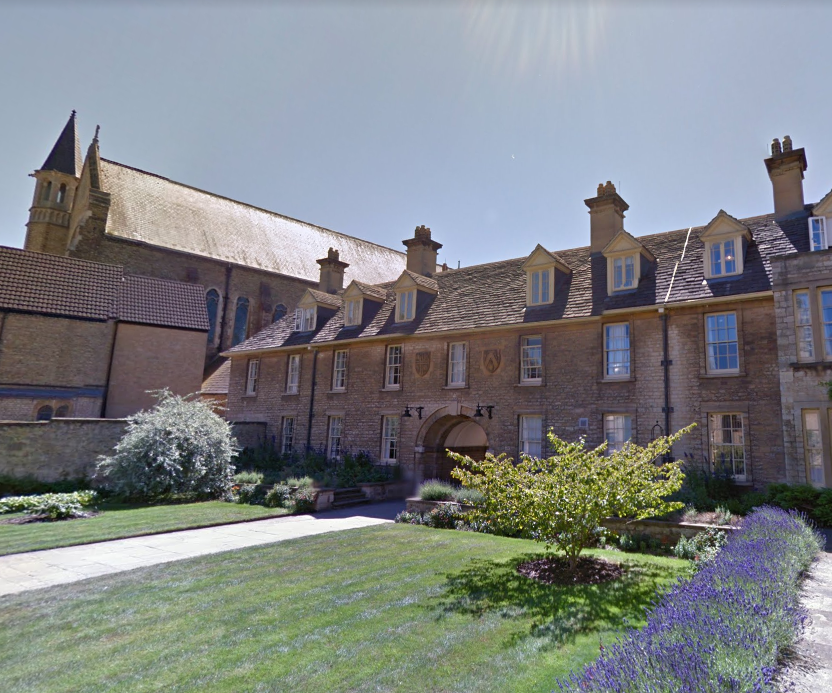
Somerville College, Oxford
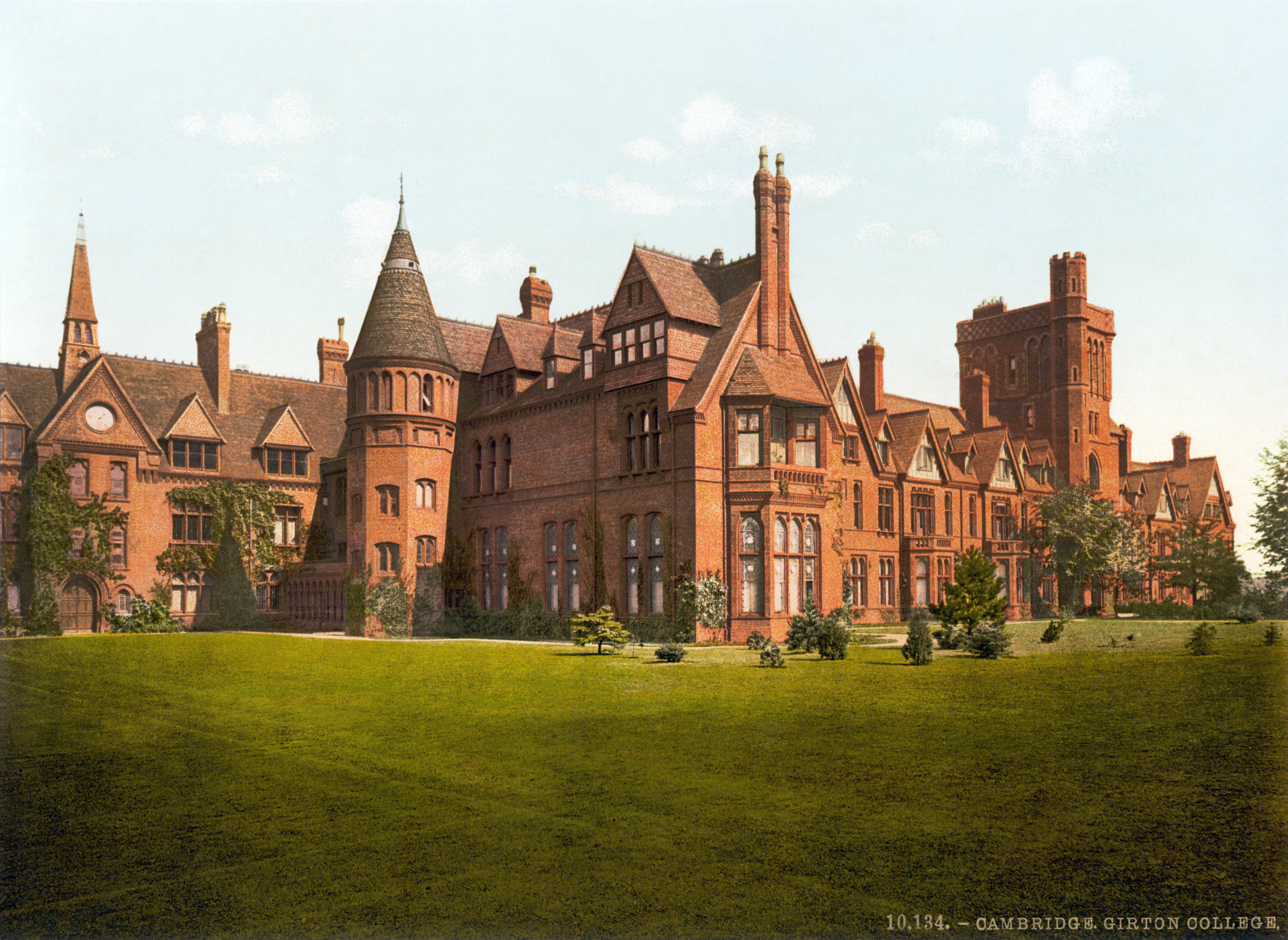
Girton College, Cambridge
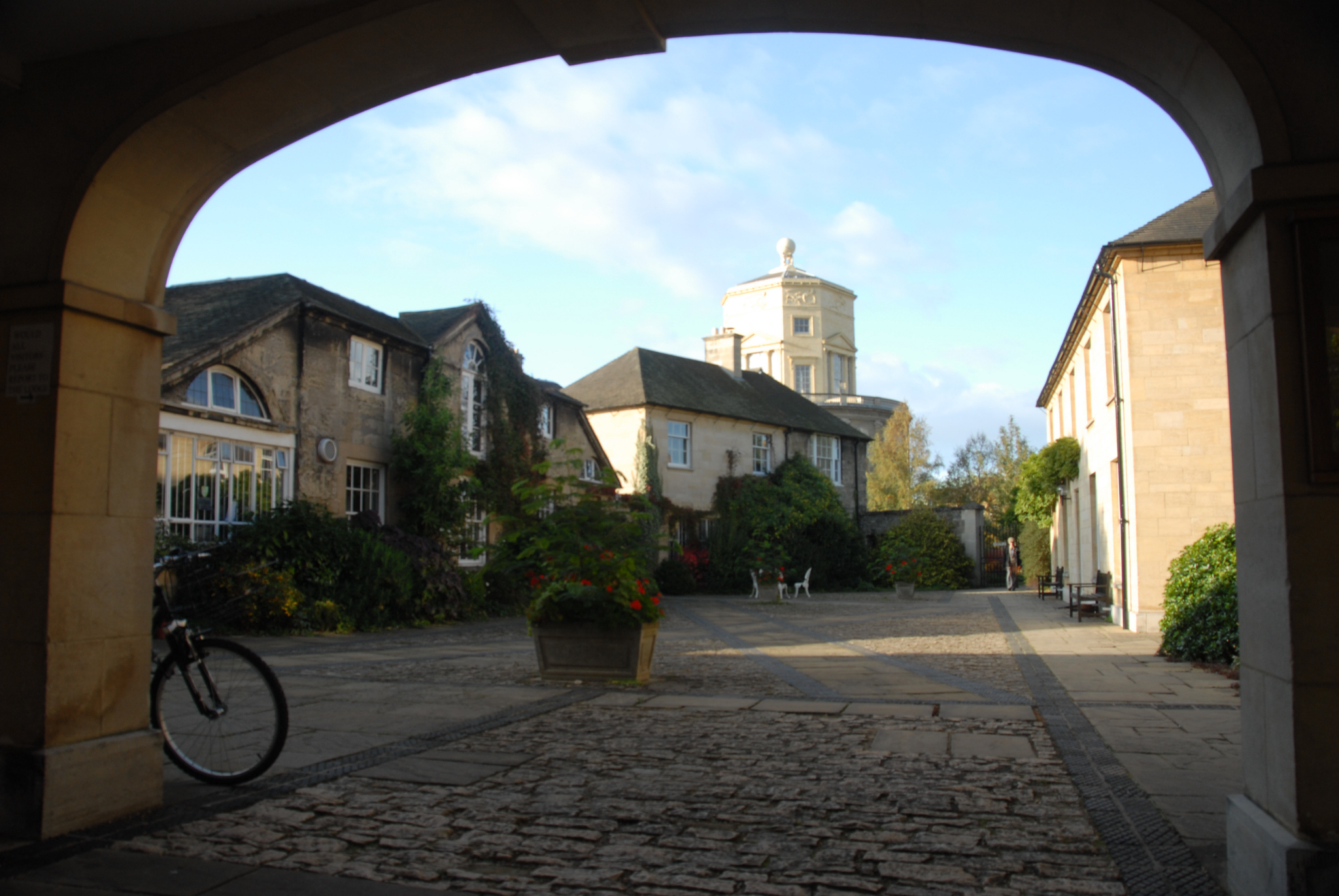
Green Templeton College, Oxford
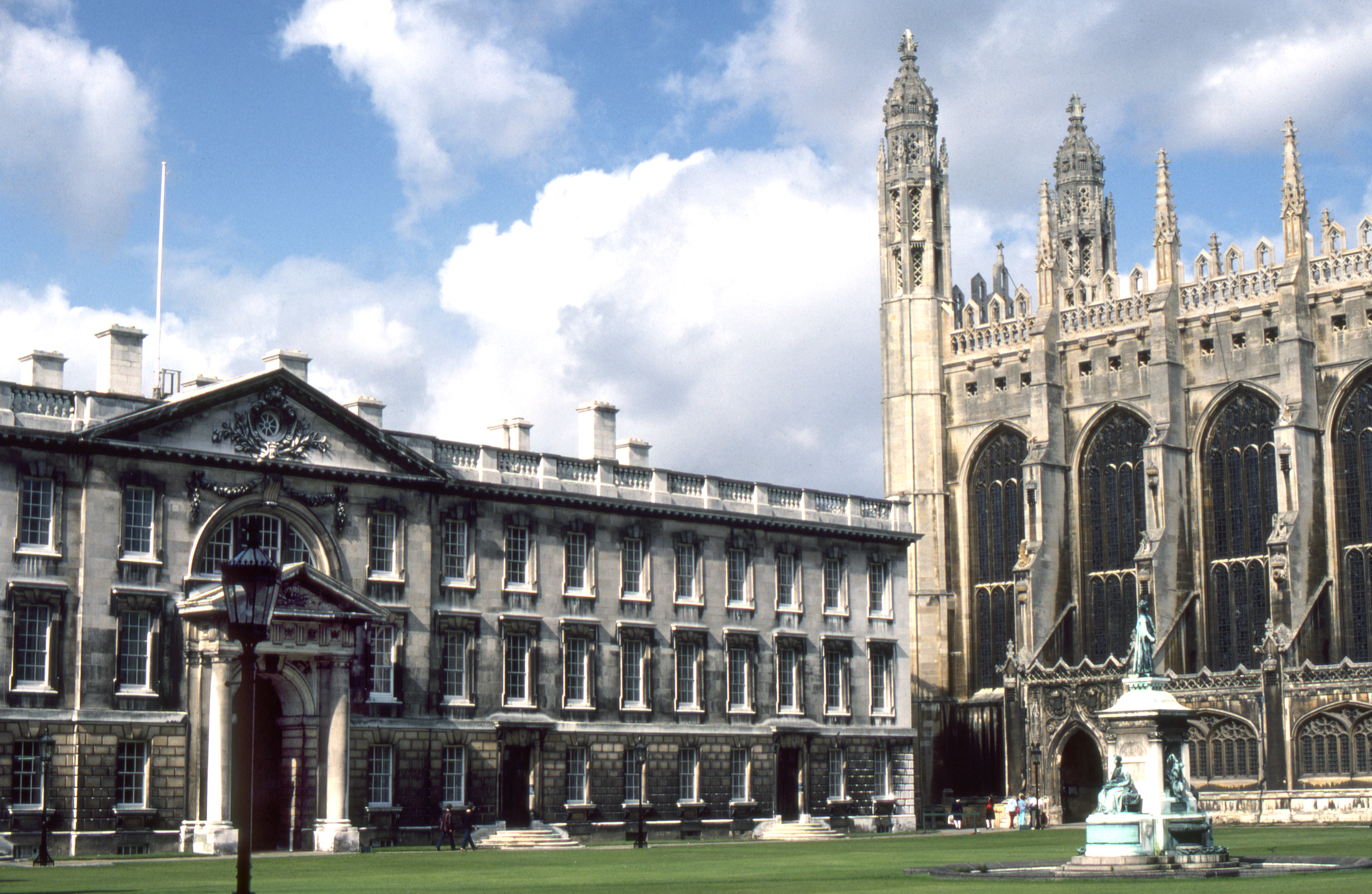
King's College, Cambridge
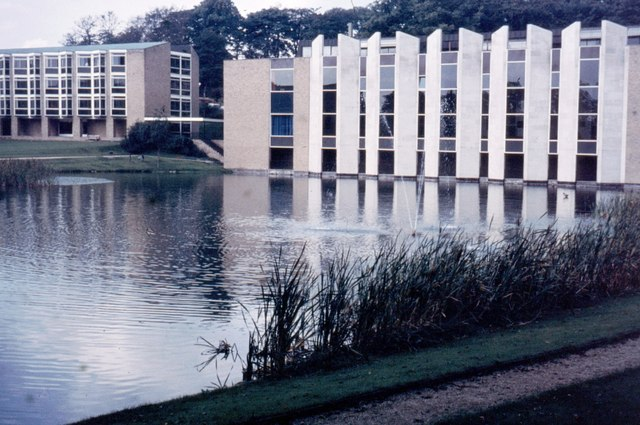
Van Mildert College, Durham
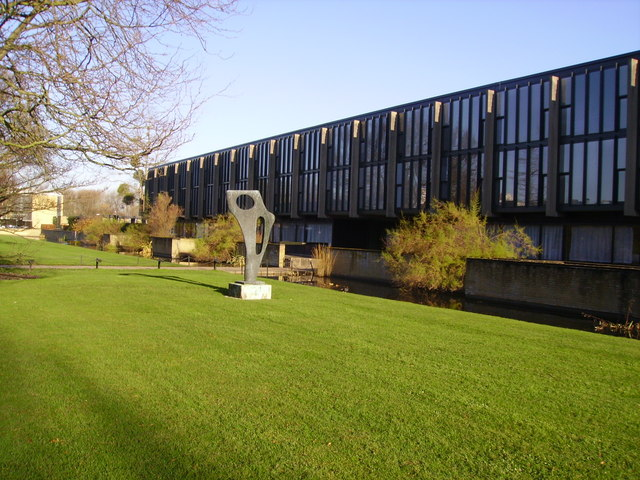
St Catherine's College, Oxford